# Claus Bretton-Meyer
Claus Noël Vermund Bretton-Meyer (født 24. december 1965 i Svendborg) arbejder for Behandlingsskolerne som COO og som bestyrelsesformand for Katholt ApS. Arbejdede en årrække for Vetfamily Danmark som COO/driftsdirektør. Han er tidligere administrerende direktør i DBU (2014-2018), men blev fyret af fodboldforbundet ultimo december 2018.  Bretton-Meyer stod bl.a. i spidsen for DBU i forhandlingerne om nye landsholdsaftaler i september 2018 for både herrerne og kvinderne, som udviklede sig til svære konflikter med Spillerforeningen. Bretton-Meyer er uddannet på Forsvarsakademiet og Copenhagen Business School. Er tilknyttet det multinationale NATO-hovedkvarter i Letland som stabsofficer. Har arbejdet som adm. direktør for TV 2 SPORT A/S og direktør for Nordeuropa i Cision (tidligere Observer). Han er formand for bestyrelsen for en række danske virksomheder, herunder blandt andet A/S A. P. Botved, Travel Heart Hotels, HK Entreprise A/S, Conferize A/S og KP Development A/S - endvidere medlem af bestyrelsen i Soldaterlegatet. 
Bretton-Meyer er siden 2008 strategivejleder for de Master of Business Administration (MBA) studerende på CBS  og mentor i foreningen Velkommen Hjem der hjælper veteraner i arbejde. Endvidere medlem af Kredsen Mars & Mercur, samt medlem af InterForce og fungerer som InterForce-ambassadør.
Bretton-Meyer er fast deltager på DR P1 Lørdags-panelet, tidligere medlem af VL-11 og er optaget i Kraks Blå Bog.

## Privat
Siden februar 2022 har han offentligt dannet par med politiker Pernille Vermund. Parret blev gift i juli 2023.